# Felix Mießl von Treuenstadt
Felix Mießl Edler von Treuenstadt junior (* 3. Februar 1810 in Mariazell; † 10. Dezember 1902 in Wien) war ein österreichisch-orientalischer Diplomat, Übersetzer und Dolmetscher, k. k. Regierungsrat, Staatskanzlist, Hofkonzipist und Hofsekretär.

## Leben
Felix Mießl war der Sohn des Staatsbeamten und Bürgermeisters von Wiener Neustadt gleichen Namens Felix Mießl. Dieser wurde 1836 vom Kaiser mit dem Prädikat von Treuenstadt in den erblichen Adelsstand erhoben.
Mießl, der laut Sterbebucheintrag in Mariazell in Steiermark geboren wurde, jedoch im örtlichen Taufbuch nicht verzeichnet ist und in Wiener Neustadt aufwuchs, war von 1826 bis 1831 Zögling an der k. k. orientalischen Akademie zu Wien und danach von 1831 bis 1834 sowie von 1845 bis 1874 war für die österreichische Staatskanzlei tätig. Von 1834 bis 1845 war er Dolmetschergehilfe im Ministerium des Äußeren in Bukarest. Im Jahre 1845 wurde er als Registratursadjunkt zum k. k. Hofkonzipisten ernannt, sowie 1856 zum Registratursdirektor und Hofsekretär. Seit dem Jahre 1860 war er als Protokolldirektor bei der zweiten Sektion im k. k. Ministerium des kaiserlichen Hauses und für auswärtigen Angelegenheiten angestellt. 1874 erhielt Mießl nach zweiundvierzigjähriger Dienstzeit vom Kaiser den Titel k. k. Regierungsrat in Pension. Er blieb unverheiratet und starb 1902 im hohen Alter von 92 Jahren in seiner Wohnung in Wien-Margareten. Sein Leichnam wurde im Familiengrab auf dem Wiener Zentralfriedhof beigesetzt.
Während seiner Tätigkeit als k. k. Hofkonzipist im Ministerium des Äußeren in Bukarest erwarb Mießl eine seltene türkische Pistole, die er dem Archiv seiner Vaterstadt, Wiener Neustadt, überließ. Sein Vetter war der Großhändler und Unternehmer Felix Kerl.

## Auszeichnungen
- ottomanischer Medschidié Orden, IV. Klasse, 11. Juli 1860[11]
- Ritter des Franz-Joseph Ordens, 17. August 1868[12]
- Offizier des königl. Ordens der italienischen Krone, 24. April 1871[13]
- Ritter des Ordens der Eisernen Krone, 10. Mai 1874[14]